# Petit Vampire
Petit Vampire é uma série de histórias em quadrinhos (banda desenhada, em Portugal) de origem francesa criada pelo artista Joann Sfar em 1999.
As histórias narram as desventuras de Michel Douffon, um menino humano que tem como melhor amigo um garoto vampiro conhecido como Vampirinho. Todas as noites Michel visita Vampirinho em sua mansão escura da qual moram também outros monstros bizarros como o espírito canino Fantomar, o zumbi asqueroso Marguerite, o crocodilo valentão Claude, entre outros dos quais também são amigos de Michel e Vampirinho. Grande parte das histórias giram em torno do Vampirinho encarando as coisas bizarras do outro mundo, enquanto que outras são acompanhadas de Michel.
A série rendeu sucesso chegando a ganhar inclusive uma série de animação anos mais tarde. Com o sucesso do desenho os álbuns chegaram a ser vendidas edições de 250.000 exemplares. Além disso foi lançada outra série intitulada Grand Vampire da qual conta com Vampirinho adulto e com um contesto mais maduro.

## Personagens
- Michel Douffon -  O melhor amigo do Vampirinho. Um garoto de pouca sorte que sempre visita Vampirinho toda noite em sua casa para brincar com ele. Michel é órfão de pais morando apenas com seu avô.
- Vampirinho - Um jovem vampiro cujo verdadeiro nome é Fernand. Mora com sua mãe Pandora na mansão onde convive com outros monstros que são seus amigos. Seus melhores amigos são Michel e Fantomar.
- Fantoma - Um espírito de um cão amigo de Michel e Vampirinho. Ele sempre acompanha a dupla em suas aventuras e é sempre ele quem carrega o Michel em suas costas voando. É um tanto razinza e fala com um sotaque europeu.
- Lady Pandora - A mãe do Vampirinho e o grande amor do Capitão. Diferente do filho possui uma aparência mais humana. Por vezes ela serve como uma mãe para Michel.
- Capitão dos Mortos - Um fantasma de um antigo capitão pirata do Holandês Voador. É o grande amor da Pandora. Ele se aparenta com um esqueleto.
- Marguerite - Um zumbi asqueroso e de mentalidade infantil amigo do Vampirinho. Está sempre causando desastres devido a sua falta de inteligência e adora comer coisas estragadas. Está sempre entrando nos planos de Claude.
- Claude - Um crocodilo mostruoso e valentão que adora se divertir incomodando os outros. Mesmo assim é amigo do Vampirinho. Assim como Marguerite não é muito inteligente.
- Oftamol - Um monstro de três olhos espetados com antenas amigo do Vampirinho. Aparentemente é o único que tem inteligência entre Marguerite e Claude.
- Vovô - É o avô viúvo de Michel com quem ele mora em sua casa. Já chegou a conhecer Pandora uma vez.
- Geoffrey - É o valentão da escola de Michel e o seu maior inimigo. Vive batendo em Michel e tem medo de monstros.
- Sandrina - Uma colega de classe do Michel por quem ele é apaixonado.

## Álbuns
1. Petit Vampire va à l'école (Pequeno Vampiro Vai à Escola) • 1999¹
2. Petit vampire fait du kung fu (Pequeno Vampiro e o Kung Fu) • 2000¹
3. Petit vampire et la société protectrice des chiens (2001)
4. Petit vampire et la maison qui avait l'air normale (2002)
5. Petit vampire et la soupe de caca (2003)
6. Petit Vampire et les Pères Noël verts (2004)
7. Petit Vampire et le rêve de Tokyo (2005)

¹Apenas estes títulos que foram publicados no Brasil.

## Desenho Animado
Em 25 de outubro de 2004 foi lançada uma série de animação produzida pela France-Animation, rendendo 52 episódios de 15 minutos cada exibidos originalmente pela France 3. Foi a partir dessa animação que a série passou a ser conhecida em outros países chegando a render uma edição de mais de 250.000 exemplares.
No Brasil, a animação é exibida pela TV Brasil desde 2010 na faixa infantil. Em Portugal, a série era exibida pelo Canal Panda.